# Robin Jermer
Robin Jermer (* um 1990 in Starnberg) ist ein deutsch-japanischer Fusionmusiker (Kontrabass, Bassgitarre, Synthesizer).

## Leben und Wirken
Jermer wuchs in einer Musikerfamilie auf; sein Vater ist ein klassischer Gitarrist und Komponist; seine Mutter Sängerin. Nach der musikalischen Früherziehung erhielt er ab dem sechsten Lebensjahr klassischen Klavierunterricht. Zusätzlich wurde ihm mit 12 Jahren ein E-Bass geschenkt; als Jugendlicher trat er damit in diversen Bands auf. Auf diesem Instrument studierte er bis zum Abschluss 2015 im Bachelorstudiengang an der Hochschule für Musik und Theater München. Zusätzlich verfolgte er in München ein Studium als Jazz-Kontrabassist.
Jermer spielt als Gründungsmitglied seit 2015 beim elektronischen Jazzquintett Ark Noir, das zwei Alben bei Enja veröffentlichte. Weiterhin gehörte er zur Band Miss Mango um die Sängerin und Gitarristin Amélie Haidt, mit der die Alben Tides und Portrait entstanden, zu Florian Pauls Kapelle der letzten Hoffnung. und zum Franz Ensemble um Nino, Chekel und Nando Franz. Er ist auch auf Aufnahmen von Angela Avetisyan und von Hannah Weiss (Terra) zu hören.